# Bifertenstock
Il Bifertenstock (3.421 m s.l.m. - in romancio Piz Durschin) è una montagna delle Alpi Glaronesi.

## Descrizione
Si trova in Svizzera sul confine tra il Canton Glarona ed il Canton Grigioni.